# Navanax aenigmaticus
Navanax aenigmaticus är en snäckart som först beskrevs av Bergh 1893.  Navanax aenigmaticus ingår i släktet Navanax och familjen Aglajidae. Inga underarter finns listade i Catalogue of Life.